# 푸르카 증기 철도
푸르카 증기 철도(독일어: Dampfbahn Furka-Bergstrecke, DFB)는 스위스 우리주의 레알프와 발레주의 오버발트 사이 푸르카 고개를 가로질러 부분적으로 랙과 톱니바퀴로 운행되는 노선을 운영하는 보존철도이다. 대부분은 자발적으로 서비스를 운영한다. 해발 2,160m에서 정점에 달하는 이곳은 푸르카 터널 건설 이후 버려진 푸르카 오버알프 반(FO)의 오래된 산악 구간이다.:86 버라인 푸르카-베르크슈트렉케에 의해 증기기관차만 사용하여 점진적으로 서비스를 재개했으며, 전체 노선은 2010년에 완공되었다. 그 결과, 거의 18km 길이의 푸르카 철도는 스위스에서 전철화되지 않은 가장 긴 노선이다. 이 철도는 또한 베르니나 철도 다음으로 유럽에서 두 번째로 높은 철도 건널목이기도 하다. 우리주쪽 노선은 또한 중앙 스위스에서 가장 높은 철도를 구성한다.
이 노선 구간은 높은 고도로 겨울 시즌 내내 설빙으로 인해 통행이 불가능했기 때문에 FO에게 항상 심각한 운영상의 어려움을 끼쳤다. 따라서 이 구간은 버려지고 터널이 건설되었다.:86 매년 문을 닫았다가 재개장해야 하는 사정으로 매년 눈으로 인해 파손될 수 있는 특수 접이식 다리를 철거하고 교체해야 했다. 이런 사정도 DFB에게 골칫거리로 남아 있다.:88

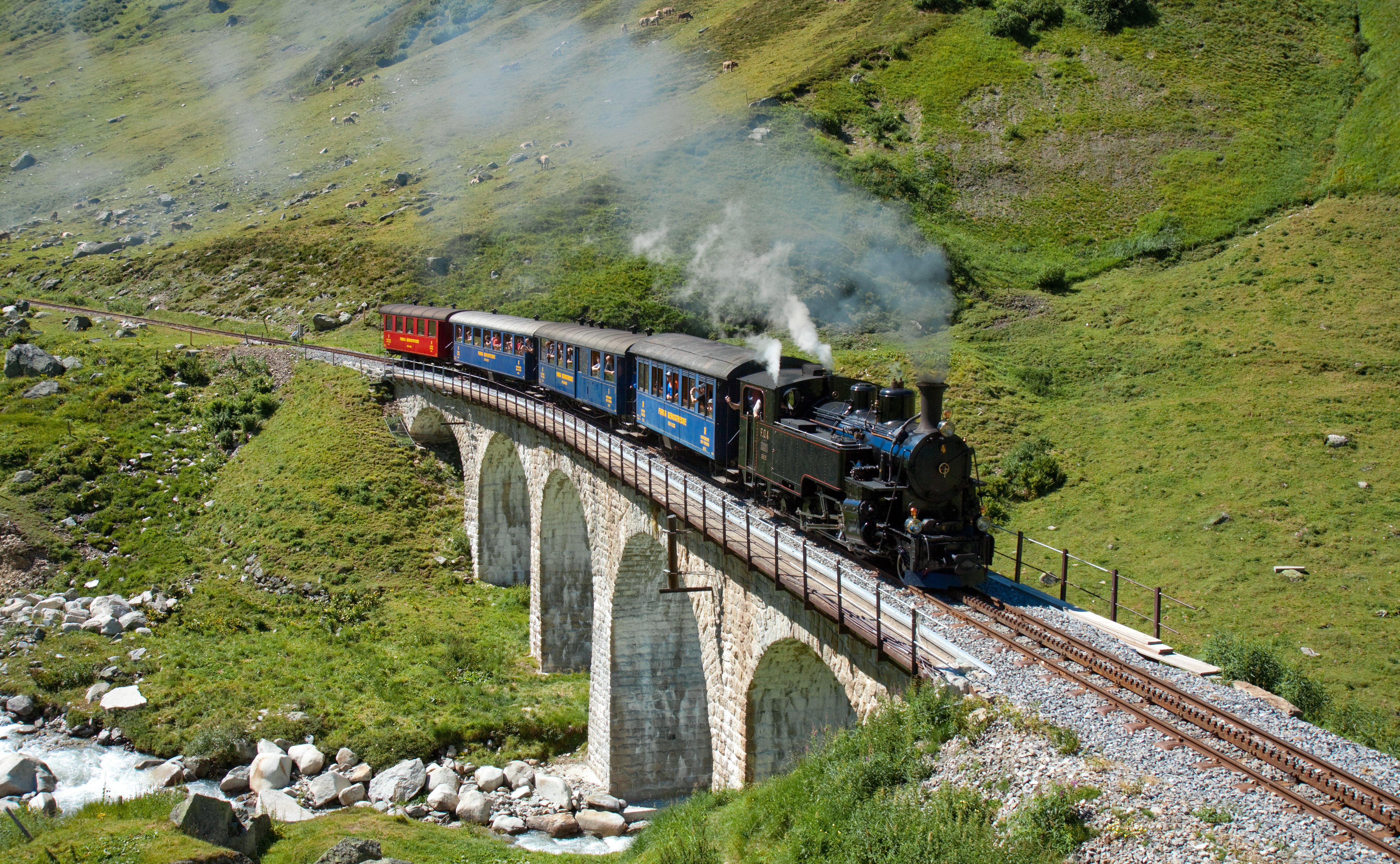
스타인스타펠 다리에서

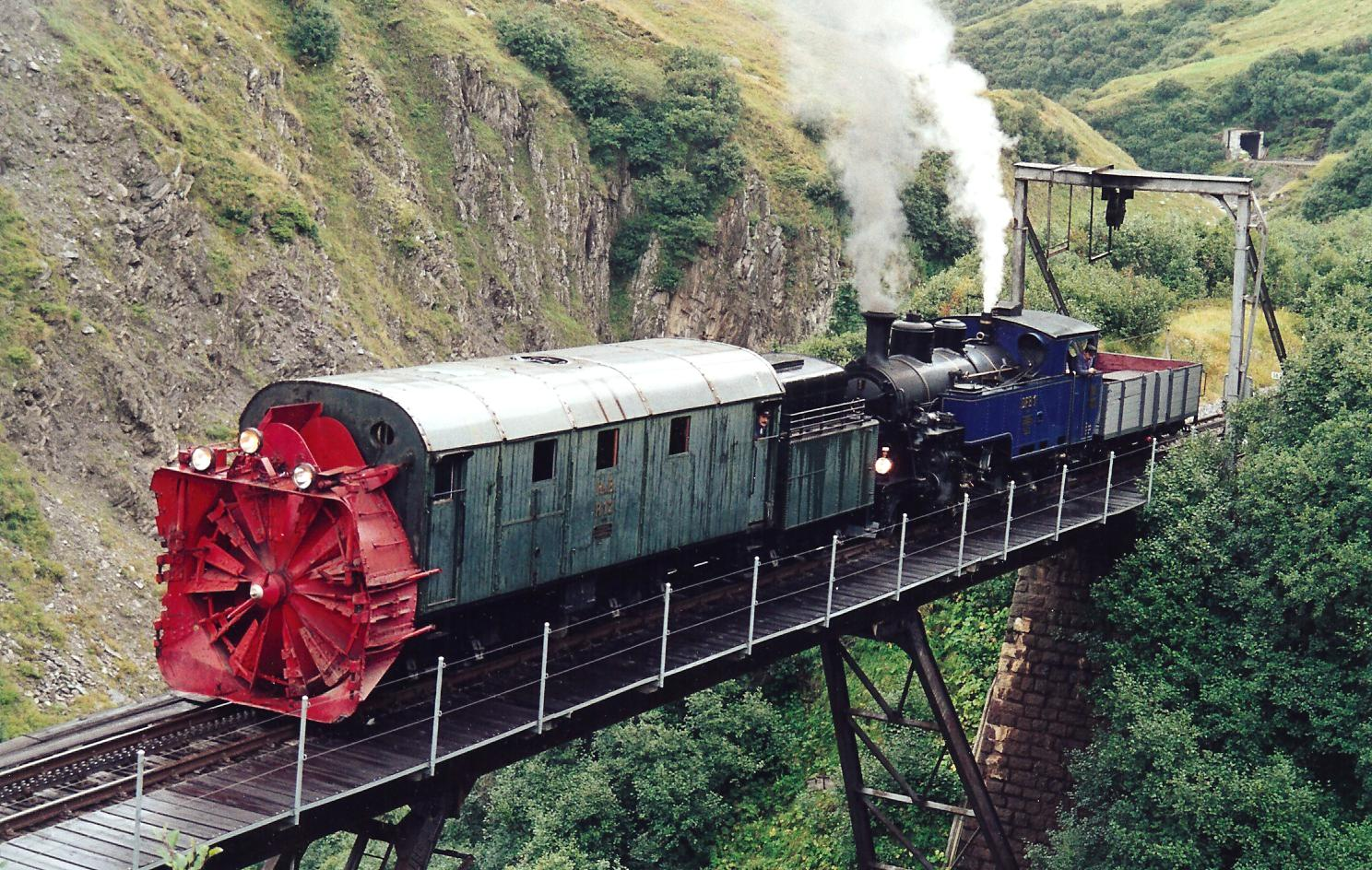
스타인스타펠 다리 회전 제설 로터리

노선 재건에도 새로운 어려움이 없었던 것은 아니다. 번잡한 주요 도로를 건너야 하는 랙 작동 구간에서는 도로 위로 랙을 접을 수 있게 했으며, 노선의 기관차에 장착된 무선으로 수평 교차 장벽과 동시에 상승하도록 작동된다.:87 숲이 우거진 자연 보호 구역을 가로지르는 또 다른 구역에는 열차가 통과하기 전후에 작동하는 스프링클러 시스템이 설치되어야 했으며, 이 스프링클러 시스템은 다시 탑재된 무선 신호로 작동되었다. 계전기를 사용하면 시스템이 열차와 일치하는 구간을 위아래로 계단식으로 배열하여 선로 정상 부근의 자연수 공급 장치에서 공급되는 물을 절약할 수 있다.:87

## 현재 상황

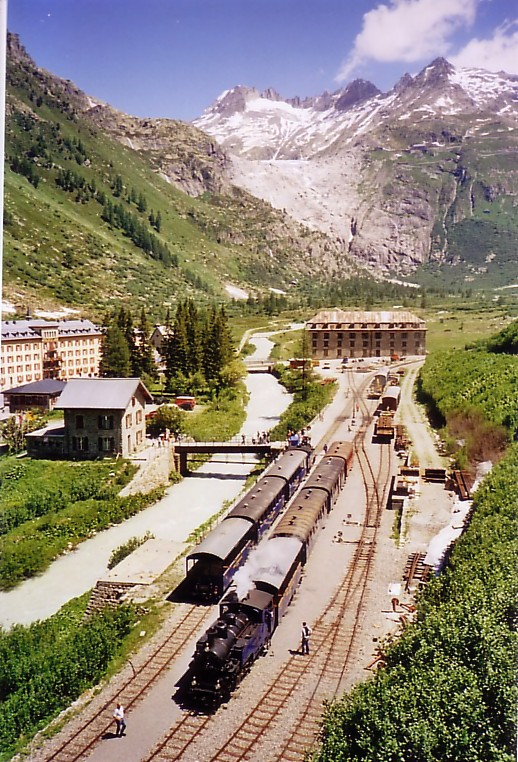
글레치역

조직은 현재 2대의 HG 4/4 "D" 증기 기관차를 복원하고 있다. 이 0-8-0 기관차는 베트남에서 사용하기 위해 스위스에서 제작되었으며, 스위스에서 사용된 후 베트남으로 수출된 푸르카 오버알프 철도의 기관차와 함께 송환되었다.:88 조직은 그 작업을 위해 현재 대략 1,700,000 스위스 프랑 또는 1,200,000유로 또는 1,200,000미국 달러를 모금하려고 한다. 기관차 중 하나의 테스트 실행은 푸르카 노선에 대한 적합성을 평가하기 위해 2013년에 계획되어 있다.
HG 4/4s에 필요한 구성 요소 중 하나인 새 화실(Firebox)의 비용은 약 110,000 스위스 프랑 또는 80,000유로이다.
현재 진행되는 또 다른 프로젝트로는 매년 운행이 시작되기 전에 경로에서 제거해야 하는 폭설을 처리하기 위해 증기 동력 회전식 제설기의 복원이다.:89 이것은 유럽 전역과 전 세계의 사진가와 영화 제작자가 카메라에 이러한 틈새를 포착하기를 열망할 것이기 때문에 유리한 기회를 제공할 수 있다.
운영 회사와 별개인 기금 마련 재단 스티프퉁 푸르카 – 베르크슈트렉케 (푸르카 산악 노선 재단)는 2개의 HG 4/4 기관차의 재건과 레알프의 노선 창고 개발을 지원하고 있다. 재단은 일반적으로 노선의 장비와 건설에 대한 투자를 제공한다.